# Serge Bellisi
Serge Bellisi, né le 27 janvier 1962 à Saint-Priest (Rhône), est un footballeur français.
Son cousin Olivier Bellisi est également footballeur professionnel.

## Biographie
Formé au Racing Besançon, il fait ses débuts en Ligue 2 sous les ordres de Paul Orsatti. Il participe grandement à la montée de l'AS Cannes parmi l'élite lors de la saison 1986/1987 avec Jean Fernandez aux commandes. 
Il évolue au Brest Armorique FC en Division 1 où il joue en tant que milieu de terrain. 
Au total, Serge Bellisi joue 24 matchs (1 but) en Division 1 et 157 matchs (18 buts) en Division 2.